# Collettsville
Collettsville es una pequeña área no incorporada ubicada del condado de Caldwell  en el estado estadounidense de Carolina del Norte.